# Cossina
A Cossina a lepkék (Lepidoptera) rendjébe, a valódi lepkék (Glossata) alrendjébe tartozó Heteroneura alrendág Ditrysia osztagának egyik tagozata.

## Rendszertani felosztása
A tagozatba az alábbi altagozatok tartoznak:
- Cossina altagozat 3 öregcsaláddal:
  - Castnioidea
  - Farontó lepkeszerűek (Cossoidea)
  - Sodrómolyszerűek (Tortricoidea)
- Bombycina altagozat 8 öregcsaláddal: 
  - selyemlepkeszerűek (Bombycoidea)
  - Calliduloidea
  - Cimelioidea
  - Sarlósszárnyúszerűek (Drepanoidea)
  - Araszolószerűek (Geometroidea)
  - Bagolylepkeszerűek (Noctuoidea)
  - Pillangószerűek (Papilionoidea)
  - Uranioidea